# Художній музей Михайла Біласа
Музе́й наро́дного худо́жника Украї́ни Миха́йла Бі́ласа — художній музей народного художника України Михайла Якимовича Біласа. Розташований у місті Трускавці Львівської області у віллі «Гопляна». Це перший прижиттєвий музей митця в Україні.

## Загальні дані
Музей розмістився в одному з найгарніших будинків Трускавця, пам'ятці дерев'яної архітектури початку XX століття старовинній віллі «Гопляна», пишна оздоба якої гармонійно вписалась у мальовничий краєвид міста. Музей розташований за адресою: 
Майдан Кобзаря, буд. 3, м. Трускавець (Львівська область), Україна 82200.
Працює щоденно, крім понеділка, від 10-ї до 18-ї години.

## З історії та сьогодення музею
Художній музей митця світової слави, Народного художника України Михайла Якимовича Біласа відкрився в місті, де художник жив (25 січня 2016 (91 рік)дата смерті )
В музеї експонуються текстильні роботи митця: гобелени, килими, верети, ліжники, вишивані сервети, доріжки, подушки, багатопланові сюжетні панно та аплікації, декоративні квіти. Експозиція розгорнута в 12 залах, де представлено понад 150 авторських робіт Михайла Біласа, який нині вважається національною гордістю нашої держави. 
Крім постійно діючої виставки музей експонує роботи художників, графіків, скульпторів, майстрів декоративно-прикладного мистецтва, знайомлячи відвідувачів з новими авторськими здобутками.